# Bodó Pál
Bodó Pál, szül. Weisz (Pécs, 1897. március 7. – Uruguay, 1975. december) magyar író, újságíró, műfordító.

## Életútja
Weisz Mór csengeri születésű izraelita vallású hitközségi tanító és Goldstein Irén fia. Tanulmányait szülővárosában és a budapesti Keleti Akadémián végezte. A Magyarországi Tanácsköztársaság idején a Vörös Ujság szerkesztőségében dolgozott, a proletárdiktatúra bukása után Ausztriába emigrált. A Bécsi Magyar Újság Pozsonyba küldte csehszlovákiai tudósítónak, majd Romániában telepedett le.
Segédszerkesztője volt a rövid ideig megjelenő Bukaresti Hírlapnak (1921), s Bukaresti Kurír címmel hetilapot adott ki (1922-23). Munkatársa volt az erdélyi szász képviselők sajtóirodájának, fővárosi tudósításokat küldött az erdélyi magyar lapoknak, főként a Keleti Újságnak. 1924-ben Temesvárra költözött, ahol a Temesvári Hírlap közölte írásait. Fordításában jelent meg magyarul Flaubert November, Upton Sinclair Szén őfelsége, Kant Az örök béke, Maupassant Holdsugár c. műve. Holnap címen az ő fordításában adott ki gyűjteményt Aron Cotruş verseiből 1929-ben a temesvári Genius-kiadó. 1930-tól Montevideóban élt. Rendszeresen fordított spanyolra magyar népmeséket.